# Бродецкий сельсовет
Бродецкий сельсовет (бел. Брадзецкі сельсавет) — упразднённая административная единица на территории Березинского района Минской области Белоруссии. Административный центр — деревня Бродец.

## История
Создан 20 августа 1924 года в составе Березинского района Борисовского округа БССР. С 9 июня 1927 года в Минском округе. С 25 декабря 1962 года в составе Червенского района, с 6 января 1965 года — в составе восстановленного Березинского района.
Упразднён 21 декабря 2007 года, территория упразднённого сельсовета вошла в состав Селибского сельсовета.

## Состав
Бродецкий сельсовет включал 15 населённых пунктов:
- Бродец — деревня.
- Восход — деревня.
- Ильинка — деревня.
- Крапивня — деревня.
- Красный Пахарь — деревня.
- Мирославка — деревня.
- Налазы — деревня.
- Новое Житьё — деревня.
- Осово — деревня.
- Островки — деревня.
- Оступ — деревня.
- Плисичино — деревня.
- Подкамень — деревня.
- Старый Койтин — деревня.
- Улесье — деревня.